# Lepadella venefica
Lepadella venefica är en hjuldjursart som beskrevs av Myers 1934. Lepadella venefica ingår i släktet Lepadella och familjen Lepadellidae. Inga underarter finns listade i Catalogue of Life.